# 2-Pentanona
Pentan-2-ona ou 2-pentanona ou metil propil cetona é uma cetona líquida incolor com um odor que assemelha-se ao da acetona. Sua fórmula é C5H10O. Algumas vezes é usado em quantidades muito pequenas como um aditivo alimentar flavorizante . Duas outras cetonas, a 3-pentanona e a metil isopropil cetona são isômeros da 2-pentanona.